# Pseudodoros vockerothi
Pseudodoros vockerothi är en tvåvingeart som först beskrevs av Kassebeer 2000.  Pseudodoros vockerothi ingår i släktet Pseudodoros och familjen blomflugor. Inga underarter finns listade i Catalogue of Life.